# Norowy Dół

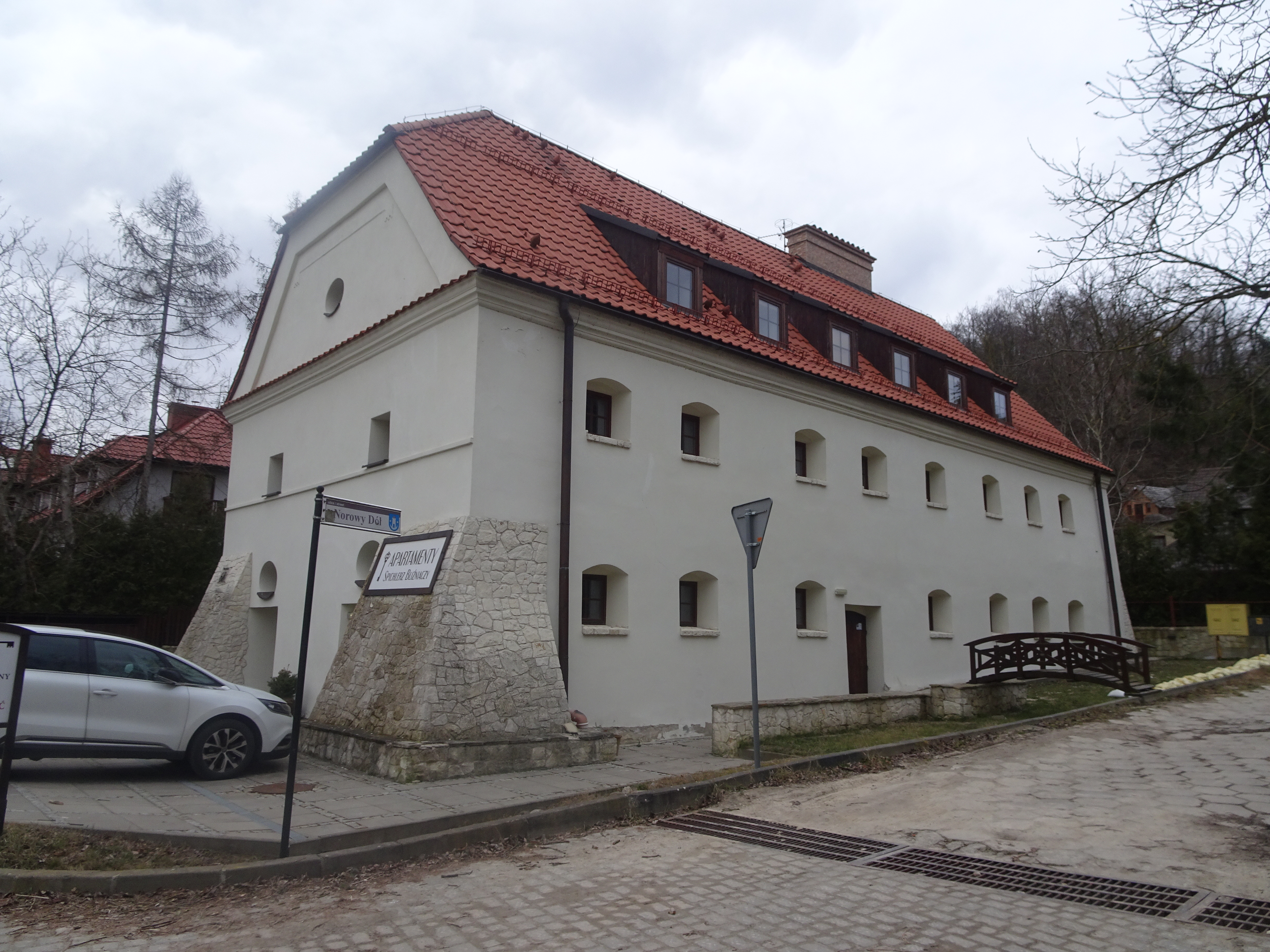
Spichlerz Bliźniaczy w Kazimierzu Dolnym zlokalizowany u wylotu Norowego Dołu, widocznego powyżej

Norowy Dół (także: Nurowy Dół, Dół Nurowski) – wąwóz na terenie miasta Kazimierz Dolny, na prawym brzegu Wisły, pomiędzy Aleją Kazimierza Wielkiego, a Górami Pierwszymi i Górą Zamkową. Stanowi fragment krawędzi doliny Wisły (Małopolski Przełom Wisły).

## Historia
Przez Dół prowadziła droga z portowej części Kazimierza Dolnego przez Pastewnik do Gór. Wąwóz wziął swoją nazwę od rodziny Norów lub Nurów wspomnianych w księdze miejskiej prowadzonej od 1555. Ich ziemie rozciągały się od granicy z Bochotnicą. Mieli tutaj swoje domostwo, a w 1633 Stefan Nur zakupił jeszcze gaj dębowy. Do końca XVIII wieku nazwy związane z Norami/Nurami pojawiały się regularnie w różnych aktach miejskich. W terenie utrzymały się do dziś – prowadząca wąwozem ulica nosi nazwę Norowy Dół.
U wylotu Dołu mieścił się w przeszłości główny punkt węzłowy urządzeń portowych na Wiśle.

## Przyroda
Wąwóz stanowi przykład naturalnej erozji destrukcyjnie wpływającej na działalność człowieka (niszczenie dróg, zmniejszanie powierzchni pól uprawnych). Często prowadzone są tutaj zajęcia z erozji wąwozowej.

## Turystyka
Wąwozem biegnie pieszy szlak turystyczny oraz ścieżka dydaktyczna.